# 地中海实蝇
地中海实蝇（Ceratitis capitata）是一种水果害虫。属于昆虫纲，双翅目，实蝇科。原产于西非，现已经传播到世界各地，成为入侵物种。中国将其列为一类检疫对象。

## 形态特征
地中海实蝇成虫长4.5～6毫米，头褐色，复眼具蓝色晕光；胸部黑，具有白色和黄色斑纹；腹部黄色，第一节及第三节背板具有两条银灰色横带。足浅黄色。翅宽短，基部布满形状不规则的黄褐或淡黑色斑。雌虫产卵器呈针状，红黄色。幼虫似蛆，可长至长7～10毫米，乳白或淡红色。卵白色，呈纺锤形，长0.7～0.9毫米，前段卵孔区有网状花纹。

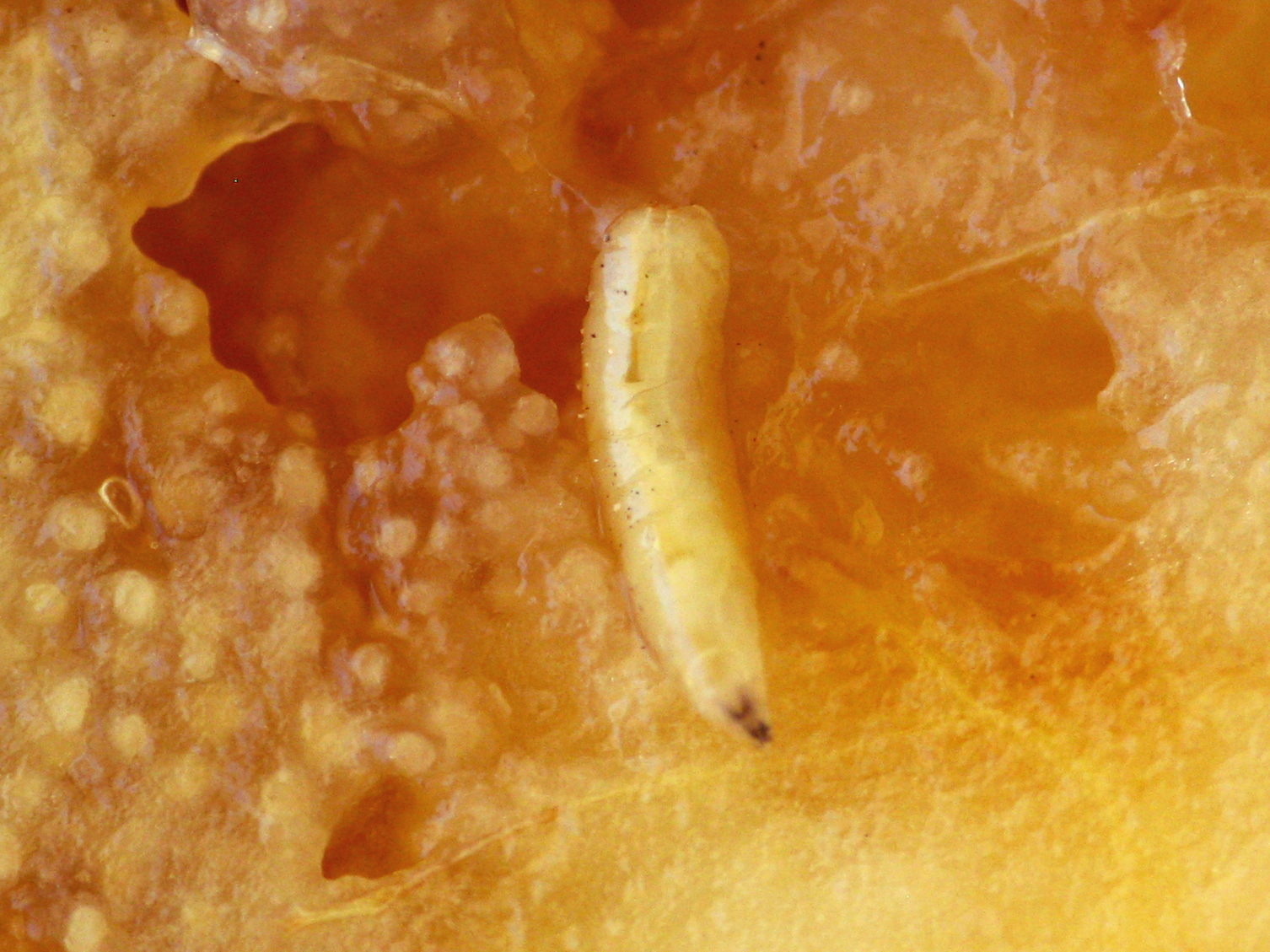
幼虫
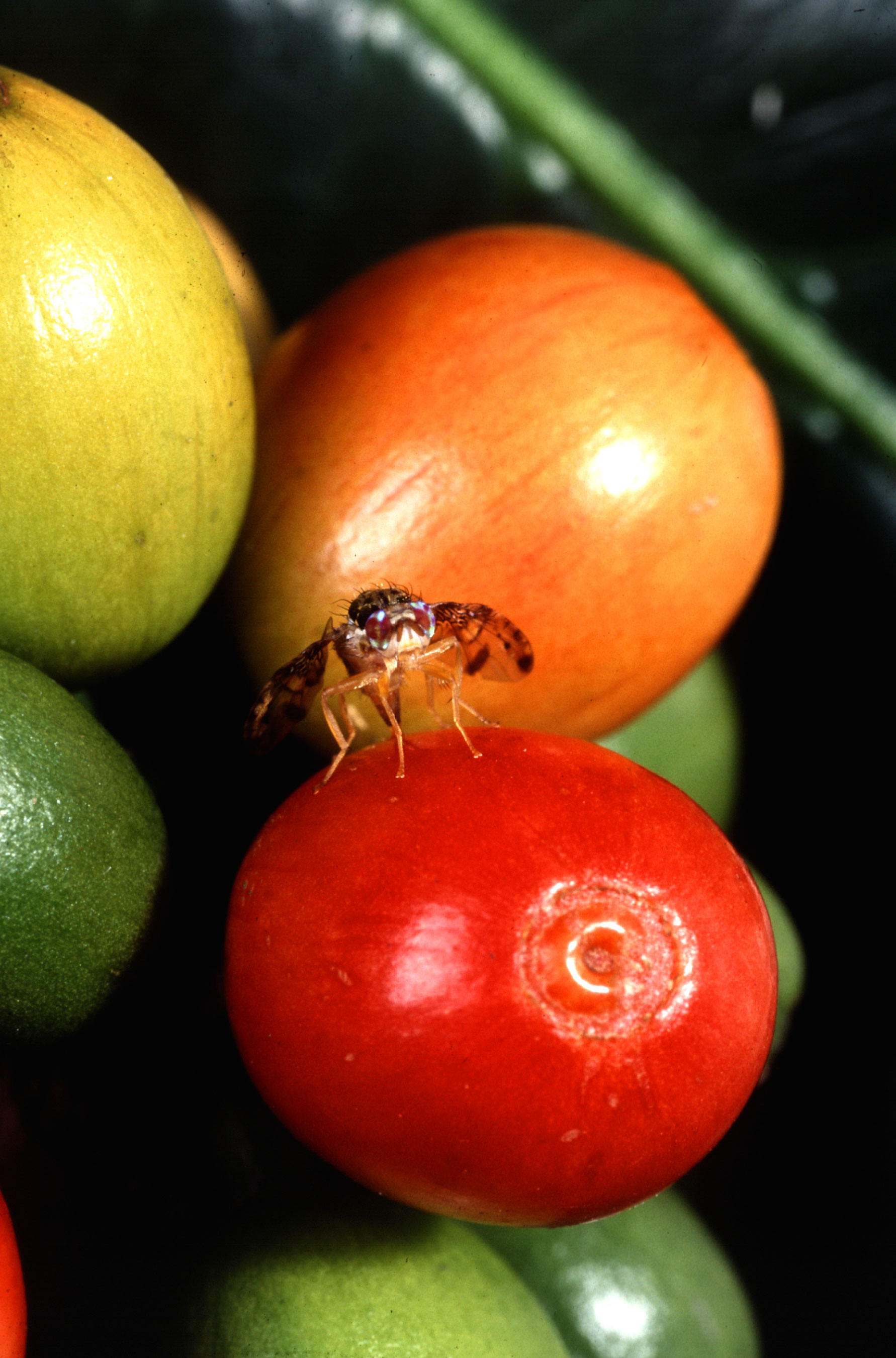
雌虫

## 危害情况
地中海实蝇成虫在寄主果实表皮下产卵，幼虫在内发育，除了直接摄食果肉外，还会导致细菌和真菌病害发生，使整个果实腐烂。已知有253种水果、蔬菜被记录为寄主植物。主要危害柑橘、苹果、梨、桃、无花果、番石榴、咖啡和番茄、茄子等。随寄主植物及土壤、工具等远距离传播。